# Júlia Aparecida Rocha
Júlia Aparecida Rocha (* 7. Mai 2005) ist eine brasilianische Leichtathletin, die sich auf den Sprint spezialisiert hat.

## Sportliche Laufbahn
Erste Erfahrungen bei internationalen Meisterschaften sammelte Júlia Aparecida Rocha im Jahr 2022, als sie bei den Jugend-Südamerikaspielen in Rosario in 55,11 s die Goldmedaille im 400-Meter-Lauf gewann und sich über 200 Meter in 25,22 s die Silbermedaille sicherte. Anschließend schied sie bei den U20-Weltmeisterschaften in Cali mit 55,92 s in der ersten Runde über 400 Meter aus und verpasste mit der brasilianischen Mixed-Staffel über 4-mal 400 Meter mit 3:24,31 min den Finaleinzug. Im Jahr darauf belegte sie bei den U20-Südamerikameisterschaften in Bogotá in 54,52 s den vierten Platz über 400 Meter und gewann in 3:42,08 min die Silbermedaille in der 4-mal-400-Meter-Staffel und siegte in 3:22,84 min in der Mixed-Staffel. Anschließend gewann sie bei den Südamerikameisterschaften in São Paulo in 3:31,63 min gemeinsam mit Jainy Barreto, Daysiellen Dias und Tiffani Marinho die Silbermedaille hinter dem kolumbianischen Team und sicherte sich auch in der Mixed-Staffel in 3:18,02 min gemeinsam mit Tiago Lemes da Silva, Douglas Mendes und Jainy Barreto die Silbermedaille hinter Kolumbien. Im August gelangte sie bei den U20-Panamerikameisterschaften in Mayagüez mit 55,03 s auf den fünften Platz über 400 Meter und gewann mit der Frauenstaffel in 3:38,87 min die Bronzemedaille und sicherte sich in der Mixed-Staffel in 3:24,23 min die Silbermedaille. 2024 siegte sie in 54,32 s über 400 Meter bei den U20-Südamerikameisterschaften in Lima und sicherte sich mit der Frauenstaffel in 3:47,86 min die Bronzemedaille und gelangte mit der Mixed-Staffel mit 3:33,97 min auf Rang vier. Im August verpasste sie bei den U20-Weltmeisterschaften ebendort mit 3:25,44 min den Finaleinzug in der Mixed-Staffel und schied über 400 Meter mit 55,12 s im Halbfinale aus. Zudem kam sie mit der Frauenstaffel mit 3:45,13 min ebenfalls nicht über den Vorlauf hinaus.
2024 wurde Rocha brasilianische Meisterin in der Mixed-Staffel über 4-mal 400 Meter.

## Persönliche Bestzeiten
- 200 Meter: 24,65 s (+1,2 m/s), 25. Juni 2023 in Cascavel
- 400 Meter: 53,89 s, 7. Juli 2023 in Cuiabá